# SS Puck (1935)
SS Puck – polski parowy drobnicowiec, jeden z dwóch bliźniaczych statków zbudowanych dla armatora Żegluga Polska w roku 1935 w Wielkiej Brytanii (drugim był SS „Hel”). Zatopiony w 1943 roku podczas II wojny światowej, po wojnie wydobyty i eksploatowany przez armatorów włoskich pod nazwami „Carola M”, „Torres” i „Campidano”. Nazwę „Puck” przejął następnie bliźniaczy statek zbudowany po wojnie według zmodyfikowanych planów. 

## Historia
Drobnicowiec „Puck” wodowany został 21 lutego 1935, przybył po raz pierwszy do Gdyni 27 marca 1935. Pływał początkowo do portów Europy Zachodniej, a od lutego 1939 roku na linii śródziemnomorskiejdo Włoch.
W czasie II wojny światowej pływał w konwojach. „Puck” i „Morska Wola” znajdowały się w konwoju HX-84 zaatakowanym 5 listopada 1940 roku przez niemiecki „pancernik kieszonkowy” „Admiral Scheer”. Oba statki (i wiele innych) ocalały dzięki samobójczej akcji brytyjskiego krążownika pomocniczego „Jervis Bay”. Pływał następnie m.in. między Islandią a Wielką Brytanią jako transportowiec ryb.
2 grudnia 1943 roku, podczas niemieckiego nalotu bombowego na zajęty przez aliantów włoski port w Bari, „Puck” – podobnie jak 27 innych statków (był wśród nich także drobnicowiec SS „Lwów”) – został trafiony i zatopiony. Na statku zginął III oficer (Polak) i kilku artylerzystów (Anglików).
Po wojnie (prawdopodobnie w roku 1946) statek został wydobyty przez Włochów, wyremontowany i przywrócony w 1948 roku do służby. Pływał pod nazwą „Carola M” u armatora Fratelli Maggi fu Stefano z Genui, następnie od 1950 przemianowany na „Torres”, a od 1956 na „Campidano” (u armatora Soc. per Azioni di Navigazione z Neapolu). Pływał do roku 1964, kiedy to oddany został na złom.